# Mandello Gyula
Mandello Gyula, Schőn (Rannersdorf, 1868. február 7. – Budapest, 1919. július 24.) államtudományi doktor, jogakadémiai tanár, közgazdász, Mandello Károly hírlapíró nevelt fia.

## Életpályája
Schőn Vilmos (1838–1869) bankigazgató és Hirschfeld Malvina fia. Édesapját fiatalon elvesztette, majd édesanyja 1873-ban Budapesten férjhez ment Mandello Károlyhoz, aki őt később örökbe fogadta. Középiskoláit 1886-ban a budapesti gyakorló gimnáziumban végezte. Egyetemi tanulmányait Budapesten, Strasbourgban és Genfben folytatta. 1890-ben a budapesti egyetemen vehette át államtudományból a doktori fokozatát. 1891-tól 1894-ig mint miniszteri fogalmazó szolgált a pénzügyminisztériumban. 1893-ban a nemzetgazdaságból magántanári képesítést nyert; a közgazdaságtant adta elő az egyetemen. 1900-ig, midőn a Pozsonyi Királyi Jogakadémián a közgazdaságtan, pénzügytan és magyar pénzügyi jog rendes tanárává nevezték ki. 1890-től 1900-ig nagyobb utazásokat tett és huzamosabb ideig tartózkodott Belgiumban, Angliában (Cambridge-ben és a londoni School of Economics and Political Science-ben rendes előadásokat tartott és a cambridgei Szent Jánosról nevezett College megválasztotta fellow in commonsnak) és az Amerikai Egyesült Államokban. Az osztrák közgazdaságtani iskola határhaszon-elméletének követője volt. Rendes tagja a British Economic Association, az American Statistical Association, az American Academy of political and social Science és az Institut international de Sociologie-nak. A magyar közgazdasági társaság főtitkára. Elhunyt 1919. július 24-én, életének 51., házasságának 7. évében. Örök nyugalomra helyezték 1919. július 26-án a római katolikus egyház szertartásai szerint a Farkasréti temetőben.

## Magánélete
Házastársa Tamássy Edith volt, akivel 1912. november 5-én Budapesten, a Ferencvárosban kötött házasságot.

## Cikkei
Finanz-Archiv (Stuttgart)
- Staatliche Schankgefälle in Ungarn (1888)

Pester Lloydban
- Der Zonentarif (1889)
- Heimstätten (1891)
- Der schweizerische Zolltarif, czikksorozat (1891
- Findelhäuser, Bestimmung der Werthrelation beim Übergange zur Goldwährung, Die Silberfrage in den Vereinigten Staaten, Weltausstellung Chicago, czikksorozat (18921893)
- Arbeitämter (1894)
- Socialmuseum und Arbeitsstatistik és könyvismertetések minden évfolyamban

Budapesti Szemlében
- A népesedéstan egy újabb irányáról (1891)
- Könyvismertetés (1891, 1893)
- Sociologia és természettudomány (1896)
- Könyvismertetés (1899)
- Társadalmi muzeum és munkás-statistika (1900)

Nemzetgazdasági Szemlében
- Valutánk rendezése (1890)
- Ujabb irodalom az alkoholizmusról (1890)
- Kartellstatisztika a legujabb évekből és könyvismertetés (1891)

Közgazdasági és Közigazgatási Szemlében
- 1891-től könyvismertetés

Nemzetben
- Valutareformunk (1898)

Ezeken kívül több ismertetés és jelentés a Magyar Közgazdasági Társaság Értesítőjében és a Közgazdasági Szemlében (1895-1899) és Index a közgazdasági tudományhoz (Közgazdasági Ismeretek Tára. Budapest, 1897.)

## Munkái
- Valutánk rendezéséről (Budapest, 1890);
- Az ipari kartellekről. Budapest, 1891. (Ism. Nemzetgazdasági Szemle).
- A valutaváltoztatás jogi jelentőségéről. Feolvastatott a m. t. akadémia II. osztály 1890. december 9. ülésén. Budapest, 1891.
- Le mouvement social en Hongrie. Paris, 1894. (Extrait de la Revue Internationale de Sociologie).
- Conciliation et arbitrage industriels en Hongrie. Anvers, 1894.
- Currency Reform in Austria-Hungarie. Roma, 1894. (Bulletin international de Statistique).
- Report on the Hungarian Labour Question. Extract of MSS. Royal Commission on Labour Vol. XI. London, 1894.
- A tőzsdeadó. Budapest, 1894.
- Anglia királyi igazságszolgáltatása a XI-XIV században. Jogtörténeti tanulmány. Budapest, 1895.
- Importance sociologique des agglomerations. (Annals de l'Institut international de sociologie). Paris, 1895.
- Stock Exchange Taxation. Paper read befor the British Association for the advancement of sciences at Oxford. Reports, 1895.
- Die volskwirtschaftliche Literatur Ungarns im Jahre 1896. Berlin, 1897. (Különny. a Jahrbuch der Internationalen Vereinigung für vergleichende Rechtswissenschaft u. Volkswirtschaftslehre-ből).
- Vámpolitikánk. A magyar vámtarifa ügyében tartott szakértekezlet naplója (Budapest, 1898)
- Érték és ár. Budapest, 1899. (Különnyomat a Közgazdasági Lexikonból).
- A telepítésről. A telepítési szakértekezlet jegyzőkönyve (Budapest, 1900)
- Ipari forradalom. Budapest, 1900. (Különnyomat a Közgazdasági Lexikonból)
- Mezőgazdasági munkabérstatisztika (Budapest, 1902)
- A történeti ár- és bérstatisztika feladatairól és módszereiről (Budapest, 1902)
- Adalék a középkori munkabérek történetéhez (Budapest, 1903)
- Szociálpolitikai programm (Budapest, 1905)
- Magyarország, Ausztria és a Németbirodalom bűnügyi statisztikájának eredményei a XIX. sz. utolsó negyedében (Budapest, 1905)

Szerkesztette a Közgazdasági Lexikont 1898-tól (Halász Sándorral) és a Közgazdasági Szemlét 1900-tól Budapesten